# Liparis pauliana
Liparis pauliana là một loài thực vật có hoa trong họ Lan. Loài này được Hand.-Mazz. mô tả khoa học đầu tiên năm 1921.